# Pulau Salemo
Pulau Salemo är en ö i Indonesien. Den ligger i den centrala delen av landet, 1 400 km öster om huvudstaden Jakarta.